# Bischholtz
Bischholtz (deutsch Bischholz) ist eine französische Gemeinde mit 252 Einwohnern (Stand 1. Januar 2021) im Kanton Ingwiller, Département Bas-Rhin in der Region Grand Est (bis 2015 Elsass). Die Dorfbewohner nennen sich „Bischholtzois“ und tragen den Beinamen „béschheltzer orower“.

## Geschichte

### Mittelalter
1128 wurde der Ort als Biscovesholz erstmals urkundlich erwähnt. Er befand sich als Allod mindestens seit 1296 im Besitz der Herren von Lichtenberg. Zu Beginn des 15. Jahrhunderts wurden die Ämter Ingweiler und Buchsweiler der Herrschaft Lichtenberg neu organisiert. Dabei wurde unter anderem das Amt Pfaffenhofen ausgegliedert und verselbständigt, zu dem auch Bischholz gehörte. Anlass dafür können die beiden Landesteilungen gewesen sein, die im Haus Lichtenberg in den 1330er Jahren stattfanden. 1335 kommt es zu einer Landesteilung zwischen der mittleren und der jüngeren Linie des Hauses Lichtenberg. Bischholtz fiel dabei an die Nachkommen des früh verstorbenen Johann III. von Lichtenberg, die die mittlere Linie des Hauses begründeten.
Anna von Lichtenberg (* 1442; † 1474), eine der beiden Erbtöchter Ludwigs V. von Lichtenberg (* 1417; † 1474) heiratete 1458 den Grafen Philipp I. den Älteren von Hanau-Babenhausen (* 1417; † 1480), der eine kleine Sekundogenitur aus dem Bestand der Grafschaft Hanau erhalten hatte, um heiraten zu können. Durch die Heirat entstand die Grafschaft Hanau-Lichtenberg. Nach dem Tod des letzten Lichtenbergers, Jakob von Lichtenberg, eines Onkels von Anna, erhielt Philipp I. d. Ä. 1480 die Hälfte der Herrschaft Lichtenberg. Zu dieser Hälfte gehörte auch das Amt Pfaffenhofen mit Bischholz.

### Neuzeit
Graf Philipp IV. von Hanau-Lichtenberg (1514–1590) führte nach seinem Regierungsantritt 1538 die Reformation in seiner Grafschaft konsequent durch, die nun lutherisch wurde.
Durch die Reunionspolitik Frankreichs fielen 1680 erhebliche der im Elsass gelegenen Teile der Grafschaft Hanau-Lichtenberg unter die Oberhoheit Frankreichs. Dazu zählte auch das Amt Pfaffenhofen.
1736 starb mit Graf Johann Reinhard III. der letzte männliche Vertreter des Hauses Hanau. Aufgrund der Ehe seiner einzigen Tochter, Charlotte (* 1700; † 1726), mit dem Erbprinzen Ludwig (VIII.) (* 1691; † 1768) von Hessen-Darmstadt fiel die Grafschaft Hanau-Lichtenberg nach dort. Im Zuge der Französischen Revolution fiel dann der linksrheinische Teil der Grafschaft Hanau-Lichtenberg – und damit auch das Amt Pfaffenhofen und Bischholz – an Frankreich.

### Bevölkerungsentwicklung
| 1798 | 1962 | 1968 | 1975 | 1982 | 1990 | 1999 | 2004 | 2014 |
| ---- | ---- | ---- | ---- | ---- | ---- | ---- | ---- | ---- |
| 164  | 236  | 252  | 256  | 240  | 244  | 240  | 266  | 279  |

## Sehenswürdigkeiten
- Kirche Saint-Arbogast